# Ментс, Габриэл
Габриэл Борер Ментс (порт.-браз. Gabriel Bohrer Mentz; род. 11 августа 1998, Сан-Леополду, Риу-Гранди-ду-Сул) — бразильский и мальтийский футболист, защитник клуба «Гзира Юнайтед» и сборной Мальты.

## Биография

### Клубная карьера
Начинал заниматься футболом на родине в Бразилии, был игроком молодёжных команд «Интернасьонала» и «Ботафого». Профессиональную карьеру начал после переезда на Мальту в 2019 году, где подписал контракт с клубом «Санта-Лучия». В дебютный сезон сыграл за команду 19 матчей в высшей лиге и ещё 2 в Кубке Мальты. Летом 2020 года перешёл в другой местный клуб «Гзира Юнайтед». В составе клуба неоднократно принимал участие в отборочных турнирах Лиги конференций. В сезоне 2023/24 забил за команду 8 голов, попав в десятку лучших бомбардиров чемпионата Мальты.

### Карьера в сборной
Получил гражданство Мальты в сентябре 2024 года после 5 лет жизни в стране. Дебютировал за сборную Мальты 13 октября в победном матче Лиги наций со сборной Молдавии (1:0), в котором отметился жёлтой карточкой и был заменён на 90+2-й минуте.